# Apollo (судно)
Apollo — перше в історії судно для встановлення вітрових турбін (Wind Turbine Installation Vessel) з двигуном, розрахованим на використання зрідженого природного газу (ЗПГ).

## Характеристики
У другій половині 2010-х років розпочалось впровадження технології двигунів на ЗПГ для застосування на різних типах суден, включаючи спеціалізовані судна для виконання офшорних операцій. Одним з них стало Apollo, споруджене у 2017 році на верфі Uljanik в Хорватії на замовлення компанії GeoSea (входить до групи DEME). Воно призначене для виконання робіт з будівництва та обслуговування офшорних вітрових електростанцій, для чого обладнане краном вантажопідйомністю 800 тонн. Робоча палуба має площу 2000 м2 та може витримувати до 4500 тонн вантажу.
Самохідне судно Apollo за своїм архітектурно-конструктивним типом відноситься до самопідіймальних (jack-up). Воно має опори довжиною 84 метри та може оперувати в районах з глибинами до 55 метрів (до 65 метрів влітку). Проектом передбачене збільшення довжини опор до 107 метрів та операційної глибини до 70 метрів. Точність встановлення на місці забезпечується системою динамічного позиціювання DP2.
Особливістю судна стала енергетична установка з трьома двопаливними двигунами, яка може використовувати як традиційні нафтопродукти, так і ЗПГ. В останньому випадку відбувається суттєве скорочення викидів шкідливих речовин (сполук сірки, оксидів азоту, діоксиду вуглецю).

## Завдання судна
Судно законтрактували для монтажу вітрових агрегатів на бельгійській ВЕС Рентел у Північному морі.